# مات موسيلو
مات موسيلو (بالفرنسية: Matt Moussilou)‏ (مواليد 1 يونيو 1982 في باريس - فرنسا) لاعب كرة قدم كونغولي يلعب حاليا لصالح نادي الدرجة الأولى بولوني الفرنسي منذ 2009 في مركز المهاجم .

## روابط خارجية
- مات موسيلو على موقع قاعدة بيانات كرة القدم.إي يو (الإنجليزية)
- مات موسيلو على موقع ليكيب (الفرنسية)
- مات موسيلو على موقع ناشيونال فوتبول تيمز (الإنجليزية)
- مات موسيلو على موقع Soccerbase.com (لاعب) (الإنجليزية)
- مات موسيلو على موقع Soccerway.com (الإنجليزية)
- مات موسيلو على موقع كووورة